# Studénka
Studénka (niem. Stauding) − miasto w Czechach, w kraju morawsko-śląskim, w powiecie Nový Jičín. Według danych z 31 grudnia 2003 powierzchnia miasta wynosiła 3 091 ha, a liczba jego mieszkańców 10 341 osób. Miastem partnerskim jest Dąbrowa Górnicza.
Miasto leży w dwóch regionach historycznych – Śląsku i Morawach. Sama Studénka to miejscowość śląska, natomiast dzielnice Butovice oraz Nová Horka położone są na Morawach.
W Studénce znajduje się stacja kolejowa Studénka oraz przystanek kolejowy Studénka město.
W mieście działała fabryka taboru kolejowego  Vagónka Studénka, obecnie przejęta przez koncern Škoda Transportation.

## Demografia
| Rok             | 1970   | 1980   | 1991   | 2001   | 2003   |
| --------------- | ------ | ------ | ------ | ------ | ------ |
| Liczba ludności | 10 173 | 10 790 | 10 736 | 10 505 | 10 341 |

Źródło: Czeski Urząd Statystyczny

## Historia

### Katastrofy kolejowe
8 sierpnia 2008 w Studénce doszło do katastrofy kolejowej z udziałem pociągu EuroCity EC 108 Comenius relacji Kraków Główny–Praga Główna, którym podróżowało około 400 osób. W katastrofie zginęło siedem osób, w tym jedna Polka, a 67 osób zostało rannych, w tym 15 ciężko.
22 lipca 2015 kierowca samochodu ciężarowego z Polski nie zastosował się do sygnalizacji świetlnej i wjechał na przejazd kolejowo-drogowy, gdzie ugrzązł między zaporami powodując zderzenie z pociągiem SC 512 Pendolino. Zginęło 3 pasażerów pociągu, a 17 zostało rannych. Sprawca wyszedł z wypadku bez szwanku.

## Osoby związane z miastem
- kardynał František Tomášek

## Miasta partnerskie
- Dąbrowa Górnicza